# Merallus phaenacroides
Merallus phaenacroides är en stekelart som beskrevs av Masi 1917. Merallus phaenacroides ingår i släktet Merallus och familjen puppglanssteklar.
Artens utbredningsområde är Seychellerna. Inga underarter finns listade i Catalogue of Life.